# Золотая Гора (Саратовская область)
Золота́я Гора́ — село в Лысогорском районе Саратовской области России. Входит в состав Большедмитриевского муниципального образования. Основано в 1826 году.

## География
Село находится в южной части Саратовского Правобережья, в степной зоне, на правом берегу реки Латрык, на расстоянии примерно 43 км (по прямой) к юго-востоку от посёлка городского типа Лысые Горы, административного центра района. Абсолютная высота — 153 м над уровнем моря.
Климат
Климат характеризуется как умеренно континентальный с холодной малоснежной зимой и сухим жарким летом. Среднегодовая температура воздуха — 4,1 — 4,5 °C. Средняя многолетняя температура самого холодного месяца (января) составляет −12,6 — −12,1 °С (абсолютный минимум — −41 °С), температура самого тёплого (июля) — 20,8 — 21,4 °С (абсолютный максимум — 40 °С). Среднегодовое количество атмосферных осадков — 375—450 мм, из которых большая часть (200—260 мм) выпадает в тёплый период. Снежный покров держится в среднем 142 дня в году.
Часовой пояс
Село Золотая Гора, как и вся Саратовская область, находится в часовой зоне МСК+1. Смещение применяемого времени относительно UTC составляет +4:00.

## Население
| 1989 | 2002 | 2006 | 2009 | 2010 |
| ---- | ---- | ---- | ---- | ---- |
| 76   | ↗94  | ↘70  | ↘68  | →68  |

Половой состав
По данным Всероссийской переписи населения 2010 года, в половой структуре населения мужчины составляли 51,5 %, женщины — соответственно 48,5 %.
Национальный состав
Согласно результатам переписи 2002 года, в национальной структуре населения чеченцы составляли 55 % из 94 чел., русские — 35 %.